# Joseph Antier
Pour les articles homonymes, voir Antier.
Joseph Antier est un homme politique français né le 31 mai 1868 à Laussonne et mort le 22 septembre 1943 à Lyon.
Député de la Haute-Loire de 1919 à 1924 et de 1928 à 1932, il est ensuite sénateur de la Haute-Loire de 1938 à 1941. Il est également maire de la commune de Laussonne pendant plus d'un demi-siècle, succédant ainsi à son père et son grand-père à la tête du « fief » familial. Son fils Paul Antier lui succède à la tête de la commune par la suite.

## Biographie
Né dans une vieille famille de propriétaires terriens, Joseph Antier, après de brillantes études à la Faculté de Droit de Paris, obtient le titre de docteur en droit en 1892, avec une thèse sur les actions noxales en droit romain et sur l'électorat politique en droit français. C'est au Puy-en-Velay, qu'il exerce sa profession d'avocat. Marié en 1895, et père de cinq enfants, il est bâtonnier de l'ordre. Sa famille, originaire du Dauphiné, s'est installée à Laussonne vers 1750. À la Révolution, l'Abbé Antier, prêtre réfractaire est activement recherché à cause de ses nombreuses actions antirévolutionnaires (il abat un arbre de la liberté et est contraint de fuir en exil). De cette même famille est issue Reine Antier, fondatrice des Sœurs de l'Enfant-Jésus de Chauffailles. Fort de cette tradition chrétienne, Joseph Antier n'a de cesse de défendre les valeurs évangéliques au cours de ses différents mandats, locaux et nationaux.
Les élections du 16 novembre 1919 le désignent comme représentant de la Haute-Loire en tête de la liste d'Union nationale. À la Chambre, membre du groupe d'entente républicaine démocratique, il fait partie de la Commission de législation civile et criminelle et de la Commission des pensions militaires. Battu aux élections du 11 mai 1924, il est élu maire de sa commune natale, Laussonne, et conseiller général du Canton de Fay-sur-Lignon.
Il se présente à nouveau, les 22 et 29 avril 1928, aux élections législatives dans la circonscription d'Yssingeaux. Réélu au 2e tour de scrutin comme député de la Haute-Loire et membre du groupe des Démocrates populaires, il se consacre, au sein des Commissions de la législation et du suffrage universel, à des problèmes de réforme judiciaire.
Il est battu aux élections générales des 1er et 8 mai 1932.
Élu sénateur de la Haute-Loire lors d'une élection partielle le 28 octobre 1938, en remplacement de Martin Binachon décédé le 1er septembre 1938, il est membre des Commissions d'administration générale, départementale et communale et de la législation civile et criminelle. Auteur de diverses questions écrites, il ne prend part à aucun débat. Son activité parlementaire est d'ailleurs interrompue par la guerre dont il ne peut connaître l'issue puisqu'il meurt à Lyon le 22 septembre 1943.
Son fils Paul Antier (1905-1996), également avocat, devient député de la Haute-Loire en 1936 et connaîtra une carrière politique brillante sous la Quatrième République, sous diverses étiquettes paysannes et conservatrices.

## Sources
1. ↑  Archives départementales de Haute-Loire, commune de Laussonne, année 1868, acte de naissance no 30
2. ↑  Archives municipales de Lyon, 3e arrondissement, année 1943, acte de décès no 2335, cote 2E3069

- « Joseph Antier », dans le Dictionnaire des parlementaires français (1889-1940), sous la direction de Jean Jolly, PUF, 1960 [détail de l’édition]